# Jiřina Ptáčníková
Jiřina Ptáčníková (née le 20 mai 1986 à Pilsen) est une athlète tchèque spécialiste du saut à la perche.

## Carrière
Elle franchit pour la première fois la barre des 4,00 m à l'âge de seize ans durant la saison 2002. Elle remporte dès l'année suivante les Championnats de République tchèque séniors en salle puis se classe sixième des Championnats d'Europe juniors de Tampere avec 3,90 m. Elle est éliminée au stade des qualifications lors des Championnats d'Europe 2006.
En 2009, Jiřina Ptáčníková améliore son record personnel en plein air en sautant 4,54 m à Rehlingen avant de rééditer cette performance un mois plus tard à Belgrade. Cinquième des premiers Championnats d'Europe par équipe à Leiria, elle ne parvient pas à se qualifier pour la finale des Championnats du monde de Berlin (4,40 m en qualification). Elle établit un nouveau record personnel lors des Championnats du monde en salle de Doha, en mars 2010, en se classant cinquième de la finale avec 4,60 m.
En 2011, elle échoue au pied du podium des Championnats d'Europe en salle de Paris avec 4,60 m. Puis, elle prend la septième place des Championnats du monde de Daegu avec un saut à 4,65 m. En 2012, Svobodova remporte son premier titre intercontinental en décrochant l'or des Championnats d'Europe d'Helsinki avec 4,60 m. Malheureusement, elle n'arrive pas à répéter cette performance lors des Jeux olympiques de Londres où elle ne se classe que sixième avec 4,45 m.
Aux Championnats d'Europe en salle de Göteborg en mars 2013, elle échoue à nouveau au pied du podium (4,62 m). Aux mondiaux de Moscou, elle termine huitième avec 4,55 m. Elle porte son record personnel et national quelques semaines après les championnats à 4,76 m.
Le 26 janvier 2014, elle remporte le meeting de Rouen en France avec 4,63 m lors d'un jump-off avec la grecque Nikoléta Kiriakopoúlou. Début mars, elle devient vice-championne du monde en salle derrière la Cubaine Yarisley Silva qui la devance aux essais. Aux Championnats d'Europe de Zurich, elle ne réalise que 4,45 m.

## Vie privée
Le 21 septembre 2012, elle se marie avec le hurdleur Petr Svoboda mais le couple divorce en 2014. Elle est désormais fiancée au sauteur à la perche Jan Kudlička.

## Palmarès
| Date | Compétition                       | Lieu             | Résultat | Marque  |
| ---- | --------------------------------- | ---------------- | -------- | ------- |
| 2003 | Championnats du monde cadets      | Sherbrooke       | 5e       | 3,90 m  |
| 2003 | Championnats d'Europe juniors     | Tampere          | 6e       | 3,90 m  |
| 2009 | Universiade                       | Belgrade         | 1re      | 4,55 m  |
| 2010 | Championnats du monde en salle    | Doha             | 5e       | 4,60 m  |
| 2010 | Championnats d'Europe             | Barcelone        | 5e       | 4,65 m  |
| 2010 | Ligue de diamant                  | Ligue de diamant | 5e       | détails |
| 2011 | Championnats d'Europe en salle    | Paris            | 4e       | 4,60 m  |
| 2011 | Championnats d'Europe par équipes | Stockholm        | 3e       | 4,60 m  |
| 2011 | Championnats du monde             | Daegu            | 7e       | 4,65 m  |
| 2012 | Championnats d'Europe             | Helsinki         | 1re      | 4,60 m  |
| 2012 | Jeux olympiques                   | Londres          | 6e       | 4,45 m  |
| 2013 | Championnats d'Europe en salle    | Göteborg         | 4e       | 4,62 m  |
| 2013 | Championnats d'Europe par équipes | Dublin           | 1re      | 4,40 m  |
| 2013 | Championnats du monde             | Moscou           | 8e       | 4,55 m  |
| 2014 | Championnats du monde en salle    | Sopot            | 2e       | 4,70 m  |
| 2014 | Championnats d'Europe par équipes | Brunswick        | 2e       | 4,60 m  |
| 2014 | Championnats d'Europe             | Zurich           | 6e       | 4,45 m  |
| 2015 | Coupe d'Europe des clubs          | Mersin           | 1re      | 4,55 m  |
| 2015 | Championnats d'Europe par équipes | Heraklion        | 3e       | 4,45 m  |
| 2016 | Jeux olympiques                   | Rio de Janeiro   | 19e      | 4,45 m  |

## Records
| Épreuve          | Épreuve      | Marque      | Lieu   | Date             |
| ---------------- | ------------ | ----------- | ------ | ---------------- |
| Saut à la perche | En plein air | 4,76 m (NR) | Plzen  | 4 septembre 2013 |
| Saut à la perche | En salle     | 4,71 m (NR) | Dresde | 31 janvier 2014  |